# Konsztandínosz Mavropánosz
Konsztandínosz Mavropánosz (görögül: Κωνσταντίνος Μαυροπάνος; Athén, 1997. december 11. –) görög válogatott labdarúgó, a VfB Stuttgart játékosa.

## Pályafutása

### Klubcsapatokban
Az Apólon Zmírnisz saját nevelésű játékosa és innen igazolta le őt a PASZ Jánina 2016 januárjában. November 29-én debütált az első csapatban a görög kupában az Agrotikósz Asztérasz ellen.
Szeptember 11-én a bajnokságban is bemutatkozhatott a PAE Véria elleni mérkőzésen. A 2017–18-as szezon első bajnoki mérkőzésén az Asztérasz Trípolisz ellen megszerezte első gólját és a szezont 14 bajnoki mérkőzésen 3 gólt szerezve fejezte be Görögországban. 2018. január 4-én az angol Arsenal bejelentette, hogy leigazolta őt. 2019. január 13-án kölcsönbe került fél évre a német 1. FC Nürnberg csapatához.

### A válogatottban
2017. október 10-én mutatkozott be a görög U21-es labdarúgó-válogatottban a san marinó-i U21-es labdarúgó-válogatott elleni 2019-es U21-es labdarúgó-Európa-bajnokság selejzető mérkőzésen, a második félidőre váltotta Dimítriosz Nikoláut.

## Statisztika
2020. január 12-i állapotnak megfelelően.
| Klub             | Szezon           | Bajnokság          | Bajnokság | Bajnokság | Kupa  | Kupa  | Ligakupa | Ligakupa | Nemzetközi | Nemzetközi | Összesen | Összesen |
| Klub             | Szezon           | Osztály            | Mérk.     | Gólok     | Mérk. | Gólok | Mérk.    | Gólok    | Mérk.      | Gólok      | Mérk.    | Gólok    |
| ---------------- | ---------------- | ------------------ | --------- | --------- | ----- | ----- | -------- | -------- | ---------- | ---------- | -------- | -------- |
| PASZ Jánina      | 2016–17          | Superleague Greece | 2         | 0         | 2     | 0     | —        | —        | —          | —          | 4        | 0        |
| PASZ Jánina      | 2017–18          | Superleague Greece | 14        | 3         | 2     | 0     | 0        | 0        | 0          | 0          | 16       | 3        |
| Összesen         | Összesen         | Összesen           | 16        | 3         | 4     | 0     | —        | —        | —          | —          | 20       | 3        |
| Arsenal          | 2017–18          | Premier League     | 3         | 0         | 0     | 0     | 0        | 0        | 0          | 0          | 3        | 0        |
| Arsenal          | 2018–19          | Premier League     | 4         | 0         | 0     | 0     | 0        | 0        | 0          | 0          | 4        | 0        |
| Arsenal          | 2019–20          | Premier League     | 1         | 0         | 0     | 0     | 0        | 0        | 1          | 0          | 2        | 0        |
| Összesen         | Összesen         | Összesen           | 8         | 0         | 0     | 0     | 0        | 0        | 1          | 0          | 9        | 0        |
| Karrier összesen | Karrier összesen | Karrier összesen   | 24        | 3         | 4     | 0     | 0        | 0        | 1          | 0          | 29       | 3        |